# Dimitar Isakov
Dimitar Isakov (bulgare : Димитър Исаков) (né le 25 juin 1924 à Doupnitsa en Bulgarie) est un footballeur bulgare.

## Biographie
Durant sa carrière, il a évolué dans les clubs bulgares du Marek Dupnitsa et du PFC Slavia Sofia. Il fut le meilleur buteur du championnat bulgare lors de la saison 1951–52, avec 10 buts pour le Slavia. 

## Palmarès
- Coupe de Bulgarie de football - 1 fois - en 1952 (avec le Slavia Sofia)
- Meilleur buteur du championnat de Bulgarie de football en 1952 avec 10 buts (avec le Slavia Sofia)